# Транспорт в Сен Пиер и Микелон
Транспортът на Сен Пиер и Микелон е автомобилен и морски. На него няма железопътен транспорт. Налични са 114 km (71 mi) асфалтирани пътища и 45 km (28 mi) неасфалтирани пътища. Единственото голямо пристанище е в Сен Пиер, въпреки че има по-малко пристанище на остров Микелон. Тази зависима територия няма търговски флот, но има две летища. Пистата на летище Сен Пиер е с дължина 1 800 m (5 910 ft), а на летище Микелон 1 000 m (3 280 ft) .

## Воден транспорт
Съществува редовна фериботна услуга между Сен Пиер и канадския град Форчън (провинция Нюфаундленд и Лабрадор). От август 2021 г. с тази редовна фериботна услуга между двете дестинации е налична. Може да превозва 15 автомобила и три камиона с ремаркета.
От 2005 г. до 2009 г. Atlantic Jet предоставя фериботна услуга до близките острови в Канада,  управлявана частно от SPM Express SA. Той е заменен от MV Аретуса, но услугата е прекратена през 2010 г., когато островът избира да създаде управлявана от правителството фериботна линия.
| Канада </br> Фериботен терминал             | Воден път  | Сен Пиер и Микелон </br> Фериботен терминал | Фериботна компания | Бележки |
| ------------------------------------------- | ---------- | ------------------------------------------- | ------------------ | --- |
| Нюфаундленд и Лабрадор – Сен Пиер и Микелон |            |                                             |                    | |
| Форчън                                      | Форчън Бей | Сен Пиер                                    | SPM Фериботи       | Корабите на NORDET и SUROÎT могат да транспортират 188 пътници и 18 превозни средства всеки, редовно между двете дестинации. |

Jeune France е по-малък ферибот, обслужващ сезонно маршрута между Сен Пиер и Ланглад. Корабът пристига през 2012 г., заменяйки Saint-George XII, но е в сух док от началото на 2015 г.
Няколко линии круизни кораби посещават Сен Пиер.  Те акостират на 2 km североизточно от центъра, близо до края на крайбрежния път. Лодките също осигуряват достъп до Ile aux Marins.
Въздушният транспорт се осигурява от Еър Сен Пиер (Air Saint-Pierre), който директно свързва Сен Пиер с Микелон и сезонно с Париж – летище Шарл дьо Гол във Франция и с Монреал, Халифакс, Сейнт Джон и островите Магдалена в Канада.
Други възможности за пътуване до Франция включват трансфер с други авиокомпании през Монреал :
- Еър Канада
  - Париж – летище Шарл дьо Гол
  - Лион
  - Марсилия
  - Ница
- Ер Франс
  - Париж – летище Шарл дьо Гол
- Air Transat
  - Бордо
  - Нант
  - Тулуза
  - Париж
  - Лион
  - Марсилия
  - Ница
- Corsair International
  - Париж – летище Орли

Еър Сен Пиер започва да извършва директни полети веднъж седмично (сезонен) до Париж през 2018 г.
Маршрутът Сен Пиер – Микелон е един от най-кратките редовни полети на авиокомпании по света по отношение на разстоянието и продължителността на самия полет.

## Автомобилен транспорт
Сен Пиер и Микелон използва стандартни френски регистрационни номера на превозни средства, а не табели във формат от 6 in (150 mm) висок с 12 in (300 mm) широко използвани от повечето други юрисдикции в Северна Америка. Островите обаче не следват стандартната френска система за номериране. До 1952 г. колите са номерирани от 1 нататък, без код, който да ги идентифицира като такива от Сен Пиер и Микелон. От 1952 г. те имат серийни номера, последвани от буквите SPM, например 9287 SPM. От 2000 г. всички номера започват с буквите SPM, последвани от сериен номер и серийна буква, напр. SPM 1 A.  Превозните средства на островите са предимно френски превозни средства с френски номера, въпреки че напоследък американските превозни средства със северноамерикански номера са често срещани поради новата фериботна услуга за автомобили до Канада.
Пътните знаци са на френски и са повлияни от Европа.